# Tsjerdyn
Tsjerdyn (Russisch: Чердынь) is een stad in de kraj Perm, Rusland, gelegen aan de Kolvarivier. De stad had 5756 inwoners bij de volkstelling van 2002 en 4920 bij de volkstelling van 2010. De stad is gesticht in 1451. De eerste gouverneur die door de Moskouse grootvorst in het gebied werd aangesteld, heeft in Tsjerdyn gewoond.

## Geschiedenis
De plaatselijke autoriteiten bevelen Tsjerdyn bij toeristen aan als de hoofdstad van het vroegere Groot-Perm. Dit is gebaseerd op een onderzoek uit 1835 door de Zweedse historicus A.M. Strinnholm en de studie uit 1815 door de Russische historicus Nikolaj Karamzin. Strinnholm schreef dat de laatste reis van de Vikingen naar Bjarmia (= Groot Perm) in 1222 plaatsvond. Vier goed uitgeruste schepen van Haakon IV van Noorwegen brandden Bjarmische steden tot de grond toe af. Daarna was de bonthandel tussen Groot Perm en Europa alleen nog mogelijk via de Republiek Novgorod, die over geheel Noord-Rusland heerste.
Tsjerdyn ontstond omstreeks 1450 als een Komi-Permjaakse vestiging. Na de centralisatie van Russische vorstendommen door de Grootvorsten van Moskou werden de prinsen van Perm hun vazallen. Spanningen tussen Moskou en Novgorod leidden in 1471 tot een oorlog, waarna het verslagen Novgorod werd geannexeerd door het Grootvorstendom Moskou. Tsjerdyn, Poktsja, en andere steden in Groot-Perm gingen in 1472 tot Moskou behoren. Het belangrijkste fort van de Moskovieten werd in Poktsja gebouwd, 7 kilometer ten noorden van Tsjerdyn. In het begin van de 16e eeuw werd het door inheemse stammen in brand gestoken. Groot-Perm werd nog geregeerd door de plaatselijke prinsen tot 1505. Daarna stuurde de grootvorst een gouverneur uit Moskou, die Tsjerdyn als residentie koos. In 1535 kreeg Tsjerdyn stadsrechten wat het begin was van een handelsroute naar Siberië. Nadat in 1598 de Babinovroute in gebruik werd genomen, waarvan toenemend gebruik werd gemaakt, verloor Tsjerdyn aan belang. Wel bleef het tot in de 19e eeuw overslagpunt voor granen, vis en bont. Begin 21e eeuw is houtverwerking de belangrijkste bedrijfstak.

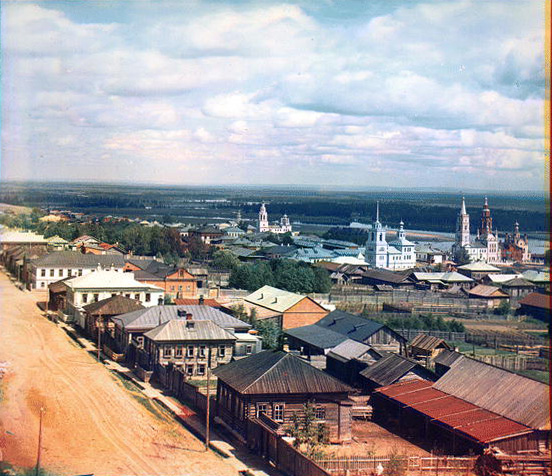
Zicht op Tsjerdyn in 1912

## Bezienswaardigheden
Omdat Tsjerdyn niet te maken kreeg met industrialisatie of oorlogen, is het stadsbeeld uit de 18e en 19e eeuw goed bewaard gebleven. De bekendste gebouwen zijn de apostel-Johannes-kerk (церковь Иоанна Богослова, 1705–1718), de Opstandings-Kathedraal (Воскресенский собор, 1750–1754), de Christus-Verklaringskerk (церковь Преображения 1756), de gebouwen van het voormalige arsenaal (eerste helft 18e eeuw), van het Handelshof (1857) en de stadsdoema. Ook is er een streekmuseum.

## Klimaat
Tsjerdyn heeft een landklimaat, code Dfc volgens Köppen, zonder droog seizoen. De hoeveelheid neerslag bedraagt ongeveer 720 mm per jaar. De zomer en herfst zijn wat natter dan de rest van het jaar.
| Maand                       | jan   | feb   | mrt   | apr   | mei  | jun  | jul  | aug  | sep  | okt   | nov   | dec   | Jaar  |
| --------------------------- | ----- | ----- | ----- | ----- | ---- | ---- | ---- | ---- | ---- | ----- | ----- | ----- | ----- |
| Hoogste maximum (°C)        | 10,4  | 2,3   | 12,7  | 24,0  | 31,5 | 33,5 | 33,8 | 32,7 | 28,1 | 19,9  | 9,3   | 5,3   | 33,8  |
| Gemiddeld maximum (°C)      | −11,9 | −9,9  | −1,7  | 6,3   | 14,4 | 20,9 | 23,0 | 18,5 | 12,0 | 3,7   | −5,1  | −9,8  | 5,0   |
| Gemiddelde temperatuur (°C) | −15,1 | −13,2 | −5,5  | 2,1   | 9,3  | 15,8 | 18,2 | 14,4 | 8,6  | 1,4   | −7,5  | −12,8 | 1,3   |
| Gemiddeld minimum (°C)      | −18,3 | −16,5 | −9,3  | −2,1  | 4,3  | 10,8 | 13,3 | 10,2 | 5,3  | −0,9  | −9,9  | −15,7 | −2,4  |
| Laagste minimum (°C)        | −42,6 | −36,7 | −32,3 | −21,9 | −8,5 | −3,1 | 2,3  | −0,7 | −4,9 | −17,4 | −35,3 | −46,0 | −46,0 |
|                             |       |       |       |       |      |      |      |      |      |       |       |       |       |
| Neerslag (mm)               | 60,6  | 37,9  | 41,2  | 48,1  | 54,5 | 75,7 | 85,9 | 77,2 | 72,8 | 76,9  | 74,7  | 68,4  | 773,9 |
| Bron: Чердынь погода        |       |       |       |       |      |      |      |      |      |       |       |       |       |

## Bekend persoon
In 1934, tijdens de regeerperiode van Stalin, werd de dichter Osip Mandelstam met zijn vrouw Nadezjda enkele jaren naar Tsjerdyn verbannen.

## Afbeeldingen

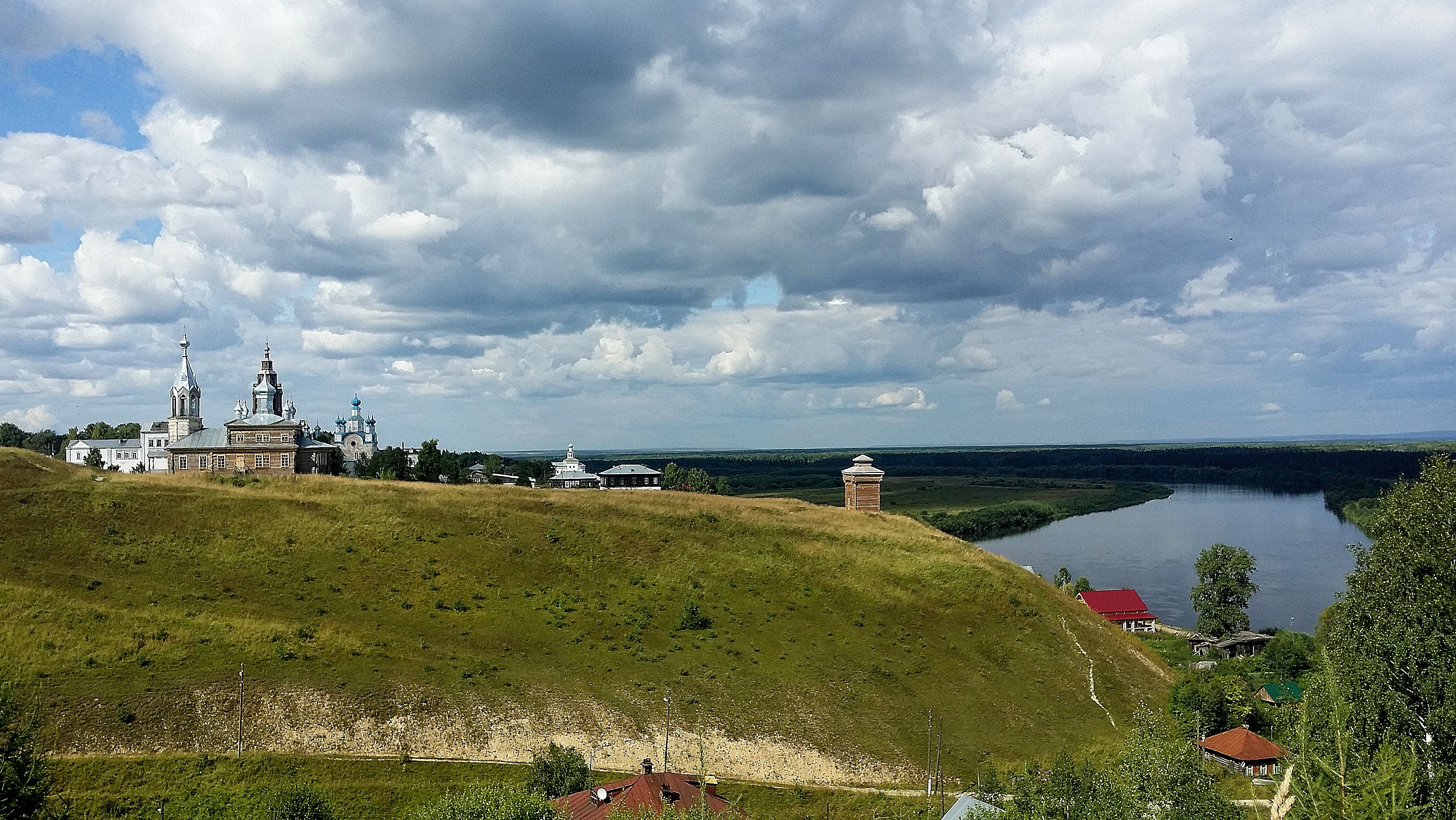
Tsjerdyn met Kolvarivier

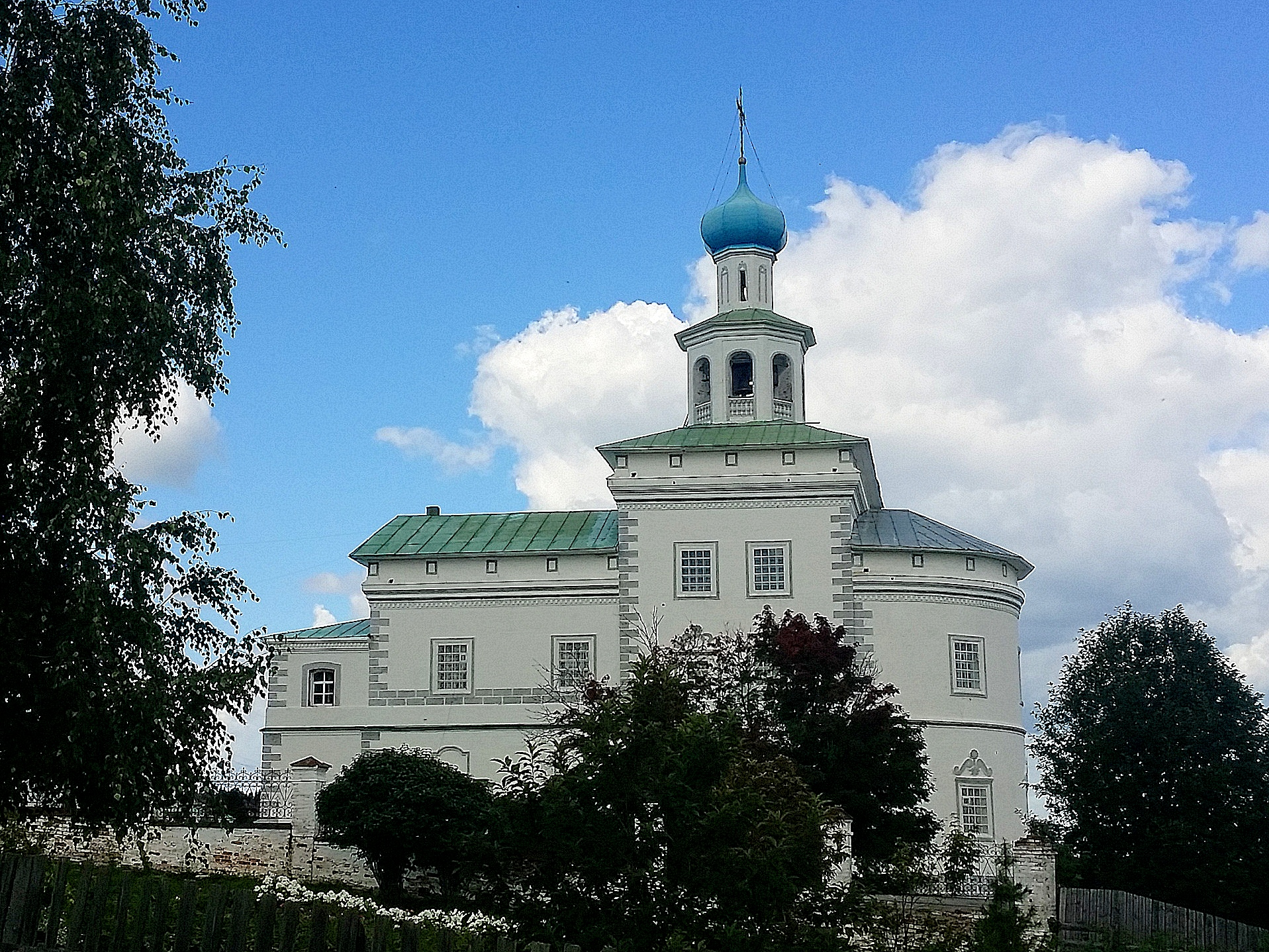
Apostel Johanneskerk

Bestuurlijk centrum: Perm

Aleksandrovsk · Berezniki · Dobrjanka · Goebacha · Gornozavodsk · Gremjatsjinsk · Kizel · Koedymkar · Koengoer · Krasnokamsk · Krasnovisjersk · Lysva · Nytva · Ochansk · Oesolje · Osa · Otsjor · Solikamsk · Tsjajkovski · Tsjerdyn · Tsjernoesjka · Tsjoesovoj · Tsjormoz · Veresjtsjagino